# Sarah Knight
Sarah Knight (* 26. August 1975) ist eine britische Latinistin.

## Leben
Sie erwarb den B.A. in Classics und Englisch an der Universität Oxford, den M.A. in kombinierten historischen Studien (Renaissance) am Warburg Institute der University of London und die Promotion in Renaissance-Studien an der Yale University. Sie ist Professorin für Renaissance-Literatur an der University of Leicester.

## Schriften (Auswahl)
- mit Jayne Elisabeth Archer und Elizabeth Goldring (Hgg.): The progresses, pageants, and entertainments of Queen Elizabeth I. Oxford 2007, ISBN 0-19-929157-8.
- mit Jayne Elisabeth Archer und Elizabeth Goldring (Hgg.): The intellectual and cultural world of the early modern Inns of Court. Manchester 2011, ISBN 0-7190-8236-6.
- mit Stefan Tilg (Hgg.): The intellectual and cultural world of the early modern Inns of Court. Oxford 2015, ISBN 978-0-19-994817-8.
- mit Emma Annette Wilson (Hgg.): The European contexts of Ramism. Turnhout 2019, ISBN 978-2-503-57499-8.